# 阿默舍姆站
阿默舍姆站（英語：Amersham station）是倫敦地鐵和英國國營鐵路公司的一個車站，位於英格蘭白金漢郡奇爾特恩區阿默舍姆。阿默舍姆站是倫敦地鐵大都會線的端點車站，位於查令十字西北23.7英里（38.1公里）處，位於倫敦第9收費區。

## 外部連結
维基共享资源上的相關多媒體資源：阿默舍姆站